# Feargal Sharkey
Feargal Sharkey (Derry, 13 augustus 1958) is een Noord-Iers zanger. Hij werd bekend als frontman van The Undertones en gastzanger van The Assembly, maar scoorde zijn grootste hits als solo-artiest.

## Loopbaan

### Undertones en Assembly
Sharkey brak in 1978 met de Noord-Ierse punk-popgroep The Undertones door, mede dankzij de inspanningen van diskjockey John Peel die een enthousiast fan was van de debuutsingle "Teenage Kicks". In 1981 scoorde de band een hitje met de single "It's Going To Happen!". Na het uiteenvallen van de band in 1983 werd Sharkey ingehuurd door The Assembly, een project van Vince Clarke van Yazoo, om de single "Never, Never" in te zingen.

### Solocarrière
Vervolgens startte Sharkey een solocarrière. In september 1984 had hij een kleine hit met "Listen to Your Father", een weggevertje van de band Madness die ook aan de opname meewerkte en hem begeleidde bij een optreden in Top of the Pops. In november 1985 kwam zijn grote doorbraak. Op een feestje hoorde hij het nummer "A Good Heart" van de band Lone Justice. De single was in de Verenigde Staten geflopt. Sharkey besloot het zelf op te nemen en uit te brengen. Het werd een internationale hit die in onder andere Groot-Brittannië, Australië, België (Vlaanderen) en Nederland (alleen in de Nederlandse Top 40) op nummer één kwam. In de Nationale Hitparade behaalde de plaat de 2e positie en in de Europese hitlijst op Radio 3, de TROS Europarade, werd de 3e positie bereikt.
"A good heart" is geschreven door Maria McKee, de zangeres van Lone Justice, en ging over haar relatie met musicus Benmont Tench, de keyboardspeler van Tom Petty & the Heartbreakers. Tench schreef daarop "You Little Thief", de volgende hit van Sharkey, dat de relatie met McKee vanuit zijn perspectief behandelde. Deze plaat was op donderdag 6 februari 1986 TROS Paradeplaat op Radio 3 en werd eveneens een grote hit. De plaat behaalde de 10e positie in de Nationale Hitparade en de 13e positie in de Nederlandse Top 40.
Beide nummers verschenen op het debuutalbum "Feargal Sharkey", geproduceerd door Dave Stewart van de Eurythmics.
Daarna bracht Sharkey nog twee albums uit; "Wish" (1988) en "Songs From The Mardi Gras" (1991) haalden niet het succes van het debuutalbum. De single "I've Got News For You", afkomstig van de laatste cd, werd een top-20-hit in Engeland.

### Achter de schermen
Sharkey richtte zich vanaf de negentiger jaren op de productiekant van de muziek en werkte als A&R-manager bij Polydor. Daarnaast was Sharkey lid van de Britse Radio Authority. Verder was hij voorzitter van het Britse Commissariaat voor de Media en gaf hij de Britse regering advies over popzaken.
In 2011 maakte Sharkey een eenmalige comeback tijdens een concert van Erasure (het duo dat Vince Clarke na The Assembly oprichtte); voor het eerst in twintig jaar zong hij Never Never.
"Ik heb een fantastische carrière gehad" vertelde Sharkey in 2013 aan de BBC. "Maar het was tijd om te stoppen en nieuw talent de kans te geven".
In 2019 werd Sharkey geridderd tot Officer of the British Empire (OBE) voor zijn bijdragen aan de muziek.

## Discografie

### Albums
| Album met eventuele hitnotering(en) in de Nederlandse Album Top 100 | Datum van verschijnen | Datum van binnenkomst | Hoogste positie | Aantal weken | Opmerkingen |
| ------------------------------------------------------------------- | --------------------- | --------------------- | --------------- | ------------ | ----------- |
| Feargal Sharkey                                                     | 1985                  | 11-01-1986            | 1(2wk)          | 18           |             |
| Wish                                                                | 1988                  | -                     |                 |              |             |
| Songs from the mardi gras                                           | 1991                  | -                     |                 |              |             |

### Singles
| Single met eventuele hitnotering(en) in de Nederlandse Top 40 | Datum van verschijnen | Datum van binnenkomst | Hoogste positie | Aantal weken | Opmerkingen                                              |
| ------------------------------------------------------------- | --------------------- | --------------------- | --------------- | ------------ | -------------------------------------------------------- |
| Listen to your father                                         | 1984                  | 17-11-1984            | tip15           | -            |                                                          |
| Loving you                                                    | 1985                  | -                     |                 |              |                                                          |
| A good heart                                                  | 1985                  | 07-12-1985            | 1(2wk)          | 15           | #2 in de Nationale Hitparade                             |
| You little thief                                              | 1986                  | 15-02-1986            | 13              | 8            | #10 in de Nationale Hitparade / TROS Paradeplaat Radio 3 |
| Someone to somebody                                           | 1986                  | -                     |                 |              |                                                          |
| More love                                                     | 1988                  | 23-01-1988            | tip6            | -            | Nr. 43 in de Nationale Hitparade Top 100                 |
| Out of my system                                              | 1988                  | -                     |                 |              |                                                          |
| If this is love                                               | 1988                  | -                     |                 |              |                                                          |
| Cry like a rainy day                                          | 1991                  | -                     |                 |              |                                                          |
| I've got news for you                                         | 1991                  | -                     |                 |              |                                                          |
| Women & I                                                     | 1991                  | -                     |                 |              |                                                          |
| To miss someone                                               | 1991                  | -                     |                 |              |                                                          |

| Single met hitnotering(en) in de Vlaamse Ultratop 50 | Datum van verschijnen | Datum van binnenkomst | Hoogste positie | Aantal weken | Opmerkingen                 |
| ---------------------------------------------------- | --------------------- | --------------------- | --------------- | ------------ | --------------------------- |
| A good heart                                         | 1985                  | -                     |                 |              | Nr. 2 in de Radio 2 Top 30  |
| You little thief                                     | 1986                  | -                     |                 |              | Nr. 9 in de Radio 2 Top 30  |
| More love                                            | 1988                  | -                     |                 |              | Nr. 16 in de Radio 2 Top 30 |

### NPO Radio 2 Top 2000
| Nummer met noteringen in de NPO Radio 2 Top 2000 | '99  | '00 | '01  | '02 | '03  | '04  | '05  | '06  | '07  | '08  | '09  | '10  | '11  | '12  | '13  | '14  |
| ------------------------------------------------ | ---- | --- | ---- | --- | ---- | ---- | ---- | ---- | ---- | ---- | ---- | ---- | ---- | ---- | ---- | ---- |
| A Good Heart                                     | 1018 | 766 | 1059 | 943 | 1465 | 1406 | 1575 | 1522 | 1534 | 1437 | 1786 | 1722 | 1631 | 1188 | 1855 | 1926 |

1. ↑  Een vetgedrukt getal geeft de hoogste notering aan.
2. ↑  Deze tabel is bijgewerkt tot en met de laatste editie (2024).

## Video's
Sharkey verleende zijn medewerking aan videoclips van UB40 (Many Rivers to Cross uit 1983) en Bob Dylan (When The Night Comes Falling From The Sky uit 1985).